# Joanna Cannan
Pour les articles homonymes, voir Cannan.
Joanna Cannan, née le 27 mai 1896 à Oxford et morte le 22 avril 1961, est un écrivain britannique, auteur notamment de roman policier et de littérature d'enfance et de jeunesse.

## Biographie
Benjamine de Charles Cannan, secrétaire délégué des Oxford University Press, elle est née dans un milieu de lettrés. Encore toute jeune, en 1908, elle est encouragée par ses parents à publier avec ses sœurs un recueil de poésie. À la même époque, l'un de ses cousins Gilbert Cannan (en) devient un écrivain professionnel. Devenue elle-même l’épouse de H. J. Pullein-Thompson en 1918, elle en aura trois filles et un garçon qui seront tous écrivains.
Après des études à l’université d'Oxford, elle complète sa formation à la Sorbonne, ce qui explique sa sympathie francophile.  Dans ses récits se retrouvent souvent son amour de la France et son attachement pour ses ancêtres écossais. 
Pendant la Première Guerre mondiale, elle est infirmière volontaire pour l’armée, tout comme son amie Carola Oman (en). C'est dans ce milieu qu'elle croise et se lie d’amitié avec la future auteur de roman policier Georgette Heyer.
Joanna Cannan amorce sa propre carrière littéraire avec la publication en 1922 d’un roman psychologique. Elle donne ensuite jusqu’au milieu des années 1950 d’autres récits romanesques qui affirment avec finesse la valeur des femmes, comme dans Désillusion (1936), ou qui présentent un ton plus léger lorgnant vers le roman d’aventures et le roman historique. La célébrité lui vient toutefois en 1936 de A Pony for Jean, volume inaugural de la série Pony de littérature d’enfance et de jeunesse, dont les huit titres suivants s'échelonneront jusqu'en 1957.
En parallèle, elle aborde le roman policier dès 1929 avec The Simple Pass On. Il faut toutefois attendre 1950 pour qu'elle atteigne dans le genre une réelle notoriété avec Elle nous empoisonne, premier titre de la série consacrée aux enquêtes de l'inspecteur Ronald Price. Au fil des cinq romans du cycle consacré à ce héros caricatural et tout particulièrement cuistre, le lecteur suit l'évolution de sa carrière et de sa tumultueuse vie privée qui n'est pas sans rappeler celle de Roger Sheringham, l'irascible héros d'Anthony Berkeley. Au moment de l'écriture de la série Ronald Price, la santé de Joanna Cannan est pourtant déjà chancelante. Atteinte de tuberculose, elle meurt en 1961.

## Œuvre

### Romans

#### SérieInspecteur Guy Northeast
- They Rang Up the Police (1939)
- Death at The Dog (1940)

#### SérieInspecteur Ronald Price
- Murder Included ou A Taste of Murder ou Poisonous Relations (1950) Publié en français sous le titre Elle nous empoisonne, Genève, Ditis, coll. Détective-club-Suisse no 62, 1950 ; réédition, Paris, Ditis, coll. Detective Club no 31, 1950 ; réédition, Paris, J'ai lu policier no 91, 1969 ; réédition, Paris, Librairie des Champs-Élysées, coll. Le Masque. Les Reines du crime no 1820, 1986
- Body in the Beck (1952)
- Long Shadows (1955)
- And Be a Villain (1958)
- All is Discovered (1962)

#### Autres romans policiers
- The Simple Pass On ou Orphan of Mars (1929)
- No Walls of Jasper (1930)
- Under Proof (1934)
- A Hand to Burn (1936)
- Frightened Angels (1936)

#### Autres romans non-policiers
- The Misty Valley (1922)
- Wild Berry Wine (1925)
- The Lady of the Heights (1926)
- Sheila Both Ways (1928)
- Ithuriel's Hour ou The Hour of the Angel: Ithuriel's Hour (1931)
- High Table (1931)
- Snow in Harvest (1932)
- North Wall (1933)
- The Hills Sleep On (1935)
- Princes in the Land (1936) Publié en français sous le titre Désillusion, Paris, Phébus, coll. Littérature étrangère, 2013
- Pray Do Not Venture (1937)
- Idle Apprentice (1940)
- Blind Messenger (1941)
- Little I Understood (1948)
- And All I Learned (1951)
- People to Be Found (1956)

#### SériePonyde littérature d’enfance et de jeunesse
- A Pony for Jean (1936)
- We Met Our Cousins (1937)
- Another Pony for Jean (1938)
- London Pride (1939)
- More Ponies for Jean (1943)
- They Bought Her a Pony (1944)
- Hamish: The Story of a Shetland Pony (1944)
- I Wrote a Pony Book (1950)
- Gaze at the Moon (1957)

### Autres publications
- The Lady of the Valley (1939), monographie historique
- Oxfordshire (1945), monographie touristique

### Poésie
- The Tripled Crown (1908), en collaboration avec ses sœurs.

## Sources
- Jacques Baudou et Jean-Jacques Schleret, Les Métamorphoses de la chouette : Détective-club, Paris, Futuropolis, 1986 (ISBN 978-2-737-65488-6), p. 46-48.
- Claude Mesplède (dir.), Dictionnaire des littératures policières, vol. 1 : A - I, Nantes, Joseph K, coll. « Temps noir », 2007, 1054 p. (ISBN 978-2-910-68644-4, OCLC 315873251), p. 353-354.
- (en) John M. Reilly (Ed.), Twentieth-century crime and mystery writers, New York, St. Martin's Press, coll. « Twentieth-century writers of the English language », 1982 (réimpr. 1991), 2e éd., 1568 p. (ISBN 978-0-312-82417-4, OCLC 6688156), p. 136-137.